# Список эпизодов телесериала «Под куполом»
Список эпизодов американского телесериала «Под куполом», созданного Брайаном К. Воном по мотивам одноименного романа Стивена Кинга, премьера которого состоялась 24 июня 2013 года на CBS.

## Обзор сезонов
| Сезон | Сезон | Эпизоды | Оригинальная дата выхода | Оригинальная дата выхода | Зрители США (миллионы) |
| Сезон | Сезон | Эпизоды | Премьера сезона          | Финал сезона             | Зрители США (миллионы) |
| ----- | ----- | ------- | ------------------------ | ------------------------ | ---------------------- |
|       | 1     | 13      | 24 июня 2013             | 16 сентября 2013         | 11,19                  |
|       | 2     | 13      | 30 июня 2014             | 22 сентября 2014         | 7,17                   |
|       | 3     | 13      | 25 июня 2015             | 10 сентября 2015         | 4,70                   |

## Список эпизодов

### Сезон 1 (2013)
| № общий | № в сезоне | Название                                            | Режиссёр             | Автор сценария | Дата премьеры    | Зрители в США (млн) |
| --- | ---------- | --------------------------------------------------- | -------------------- | -------------- | ---------------- | ------------------- |
| 1 | 1          | «Пилот» «Pilot»                                     | Нильс Арден Оплев    | Брайан К. Вон  | 24 июня 2013     | 13,53               |
| Молодой человек по имени Дейл «Барби» Барбара (Майк Фогель) хоронит мужчину средних лет. По дороге он попадает в аварию, и в это время город, который он проезжал, закрывает невидимой стеной, о которую разбиваются машины, самолет и птицы, в городе много раненых. Однако Дейлу удается спасти жизнь подростка Джо МакАлистера (Колин Форд). Прибывают военные, пытаясь разобраться в чем дело. Город отрезан от всего мира, однако на маленькой радиостанции внутри города узнают о том, что город накрыт куполом. У девочки-подростка случается припадок после контакта с куполом. Дейл знакомится с сыном местного чиновника Джеймса «Большого Джима» Ренни (Дин Норрис) Джунниором Ренни (Александр Кох), который угрожает ему, обвиняя в связи со своей подругой. Джуниор похищает свою возлюбленную и запирает её в бомбоубежище своего отца. Шериф города Ховард «Дьюк» Перкинс (Джефф Фэйи) умирает от взрыва своего кардиостимулятора, соприкоснувшись с куполом. Местная журналистка Джулия (Рашель Лефевр) приглашает Дейла переночевать у себя, где Дейл узнает о том что мужчина, которого он хоронил, её муж. |            |                                                     |                      |                |                  |                     |
| 2 | 2          | «Пожар» «The Fire»                                  | Джек Бендер          | Рик Кливлэнд   | 1 июля 2013      | 11,81               |
| Утром следующего дня Барби не может найти свои армейские жетоны. После он вспоминает что обронил их в момент борьбы с мужем Джулии, Питером. В небольшом доме на окраине Барби находит свои жетоны и забирает оружие Питера. Там его находит Джуниор, который обвиняет его в изнасиловании своей подружки. Завязывается драка, в ходе которой Барби побеждает. На радиостанции Джулия узнает о куполе и сообщает обо всем жителям города. В это время Джо и его знакомый Бен ищут выход из-под купола и источник энергии, который его снабжает, в результате чего у Джо происходит припадок. Местный священник и Ренни-старший пытаются замести следы совместных махинаций, связанных с наркотиками. Священник проникает в дом шерифа и сжигает документы, однако его неаккуратность вызывает большой пожар и дом загорается. Заместитель шерифа Линда (Натали Мартинес) слышит крики священника и вытаскивает его наружу, Ренни сносит дом при помощи трактора. Истеричный помощник шерифа устраивает стрельбу по куполу, одна из пуль рикошетит и попадает в другого помощника, который тотчас умирает. |            |                                                     |                      |                |                  |                     |
| 3 | 3          | «Преследование» «Manhunt»                           | Пол А. Эдвардс       | Адам Стейн     | 8 июля 2013      | 10,71               |
| Узнав, что Джо единственный обладатель работающего в городе генератора подростки устраивают у него дома спонтанную вечеринку. Тем временем Барби и Большой Джим ищут Пола после его побега из камеры предварительного заключения. Джуниор пытается найти выход из Честерс-Милл под землей. У Джулии появляются подозрения относительно Джеймса и Барби. |            |                                                     |                      |                |                  |                     |
| 4 | 4          | «Эпидемия» «Outbreak»                               | Кари Скогланд        | Питер Кэллоуэй | 15 июля 2013     | 11,13               |
| В Честерс-Милл возникает вспышка менингита, и горожане паникуют, когда в больнице заканчиваются лекарства, а Купол не позволяет ввезти новую вакцину. Тем временем Джулия узнает тайну, которую от неё скрывал Питер, а Джуниор остается за главного. |            |                                                     |                      |                |                  |                     |
| 5 | 5          | «Огонь по своим» «Blue on Blue»                     | Джек Бендер          | Брайан К. Вон  | 22 июля 2013     | 11,60               |
| Правительство устраивает для пленников Купола день посещения родственников. Среди приехавших - отец Норри, о существовании которого она не подозревала. Барби узнает от военных, что жителям Купола угрожает опасность. |            |                                                     |                      |                |                  |                     |
| 6 | 6          | «Бесконечная жажда» «The Endless Thirst»            | Кари Скогланд        | Су Хью         | 29 июля 2013     | 11,41               |
| Когда в городе подходят к концу запасы воды, жители Честерс-Милл начинают бороться за оставшиеся ресурсы. Тем временем Джулия обнаруживает мистическую связь между Куполом и двумя жителями города. |            |                                                     |                      |                |                  |                     |
| 7 | 7          | «Несовершенные круги» «Imperfect Circles»           | Мигель Сапочник      | Кэйтлин Пэрриш | 5 августа 2013   | 10,20               |
| Большой Джим и Уолли фермер, вспомнив старые обиды, начинают между собой войну за ресурсы. Норри и Джо, пытаясь разобраться в своей мистической связи с куполом, находят в лесу нечто странное. Тем временем на свет появляется первый ребёнок, рождённый под куполом. |            |                                                     |                      |                |                  |                     |
| 8 | 8          | «Гуще, чем вода» «Thicker Than Water»               | Джек Бендер          | Адам Стейн     | 12 августа 2013  | 10,14               |
| Джуниор встает на защиту своего отца и оказывается в полном смятении, когда узнает правду о прошлом своей матери. Тем временем Джулия изучает силы «мини-купола» и уговаривает Джо показать ей таинственную лесную находку. А у Барби появляется план, как покончить с распрями. |            |                                                     |                      |                |                  |                     |
| 9 | 9          | «Четвёртая рука» «The Fourth Hand»                  | Роксанн Доусон       | Дэниэл Трули   | 19 августа 2013  | 10,30               |
| Казалось, что все проблемы в Честерс-Милл решены, но наружу всплывают новые подробности из прошлой жизни города. Большой Джим организует добровольную акцию разоружения, что вызывает подозрения у Барбары. Джулия обнаруживает пропажу таинственного мини-купола из леса. |            |                                                     |                      |                |                  |                     |
| 10 | 10         | «Да начнутся игры!» «Let the Games Begin»           | Серджо Мимика-Геззан | Брайан К. Вон  | 26 августа 2013  | 10,81               |
| Линда пытается разобраться, кто же стоит за производством наркотиков в городе. Джулия узнаёт правду об исчезновении мужа. Максин организовывает подпольный бизнес, и ей нужны Большой Джим и Барби. Джо, Энджи и Джулия ищут владельца четвёртой руки для мини-купола. |            |                                                     |                      |                |                  |                     |
| 11 | 11         | «Помяни чёрта...» «Speak of the Devil»              | Дэвид Баррет         | Брайан К. Вон  | 2 сентября 2013  | 10,71               |
| Большой Джим настраивает город против Барби, когда правда о его прошлом раскрывается. Джо, Норри, Энджи и Джуниор дотрагиваются до купола и по всему сараю появляются маленькие звезды. Джуниор снова пытается соблазнить Энджи, но она ему отвечает, что между ними никогда не будет никаких отношений. Затем он решает оставить их всех и забыть о мини-куполе. Как только это происходит, под большим куполом начинает ураган. Джуниор идет домой и находит своего отца, который уже зарядил патронами оружие, говоря, что им необходимо остаться в доме и остерегаться Максин. Энджи приходит к ним в дом, прося Джуниора вернуться и помочь ей, Джо и Норри с мини-куполом. Ураган становится все сильнее, Энджи чуть не убивает скамейка, которую ветром несло прямо на неё, её спас Джуниор. Ураган прекращается. Джуниор и Энджи понимают, что купол хочет, чтобы они все выполнили свою роль. Максин стреляет в Джулию. Барби и Джо везут её в больницу. Когда они добрались туда, увидели, что медсестры заняты другими пострадавшими из-за ураган, Барби вынужден сам спасать Джулию. Когда он откачивает воздух из груди через небольшую трубку, её сердце останавливается. Максин находит на берегу тело Агаты. Ураган стихает, и сердце Джулии начинает биться снова. Джо затем делает вывод, что Барби является «монархом, который будет коронован». Большой Джим предлагает Барби избавиться от Максин без жертв с их стороны. Они направляются в подземный клуб Максин, но попадают в засаду. Она говорит, что хочет отомстить за убийство своей матери и хочет жить с Барби. Гаснет свет и контроль ситуации переходит к Барби и Большому Джиму. Барби затем уходит, говоря Максин «Все кончено». Как он уходит, Большой Джим убивает и стрелявшего в клубе и Максин. Большой Джим пытается застрелить Барби, но он бьет ему в горло и крадет пистолет. Приезжает Линда и видит, что Большой Джим лежит и заявляет, что Барби убил тех двух. На протяжении эпизода, Линда ищет доказательства и делает вывод, что Барби является опасным преступником. Барби убегает. Большой Джим приходит на радиостанцию и находит Доди, которой во время урагана удалось получить доступ к сообщениям от военных, которые утверждали, что они нашли Барби. Большой Джим слышит это сообщение, а затем по радию перекладывает на Барби всю вину за преступления, которые произошли в течение последних нескольких дней. Норри убеждает Джо, Энджи и Джуниора прикоснуться до большего купола. Сделав это, они видят как Большой Джим истекает кровью из трех ножевых ранений и окровавленным носом. Затем у каждого в руке появляется по ножу. Джуниор убегает искать своего отца. Три остальных считают, что купол опустился для того, чтобы они убили Большого Джима. |            |                                                     |                      |                |                  |                     |
| 12 | 12         | «Неотложные обстоятельства» «Exigent Circumstances» | Питер Лето           | Брайан К. Вон  | 9 сентября 2013  | 9,72                |
| Барби скрывается в лесу, Большой Джим выступает с речью о необходимости найти Барби. Доди вспоминает о яйце, а позже приглашает Большого Джима послушать передачи извне купола, из которых следует, что военные ищут Барби. Доди выходит на мгновение, а когда заходит, слышит о подробностях убийства Коггинса. Большой Джим убивает её, а станцию поджигает, обвиняя в этом Барби. Внезапно Барби добровольно сдается Большому Джиму, чтобы спасти Джулию. Джо и Норри также оказываются в полицейском участке, но перед этим успевают перепрятать мини-купол в дом Бена. Норри пытается нанести удар ножом Большому Джиму, но лишь задевает его. Джо и Норри удается выйти из-за решетки. Мини-купол начинает издавать громкий писк, куколка бабочки-монарха начинает шевелиться. Барби помогают сбежать. Джулия вот-вот придет в сознание и расскажет, кто истинный «убийца», стрелявший в неё. Большой Джим опасается этого и заставляет Джуниора охранять её, и не дать ей назвать имя кому-то еще. Барби с помощью Энджи выкрадывает Джулию, и последняя называет имя — Максин. Барби вновь попадает в полицейский участок. Джуниор идет к куполу в надежде получить ответы и начинает сомневаться в правоте своего отца. Большой Джим вынуждает Барби признать все обвинения и публично сознаться в этом. Все ожидают признания, наступает тишина, которую прерывает Барби: «Не виновен». |            |                                                     |                      |                |                  |                     |
| 13 | 13         | «Занавес» «Curtains»                                | Джек Бендер          | Брайан К. Вон  | 16 сентября 2013 | 11,84               |
| Джулия приходит в сознание и едет спасать Барби. Из кокона вылупляется бабочка-монарх. Сразу после рождения бабочка начинает биться об мини-купол, после чего большой и маленький купол чернеют. Город погружается во мрак. Джуниор, Энджи, Джо и Норри разрушают мини-купол, бабочка-монарх кружится возле Барби, после чего начинается землетрясение, Джулия прекращает его и становится монархом. Большой Джим строит виселицу. Вновь появляется образ Элис и говорит, что свет необходимо заслужить, держа яйцо в безопасности. Большой Джим признается в убийствах Джуниору, который не может определиться, на какую сторону ему встать, и дает Джулии возможность спасти Барби, отдав ему яйцо, но она принимает другое решение и бросает яйцо на дно озера. Барби хотят публично повесить. Яйцо начинает светиться, и «розовые звезды» поднимаются в небо. Купол становится полностью белым, освещая все ярким белым светом, который становится все интенсивнее. Тем временем, Большой Джим говорит Джуниору, чтобы тот тянул рычаг. |            |                                                     |                      |                |                  |                     |

### Сезон 2 (2014)
| № общий | № в сезоне | Название                           | Режиссёр           | Автор сценария                                   | Дата премьеры    | Зрители в США (млн) |
| --- | ---------- | ---------------------------------- | ------------------ | ------------------------------------------------ | ---------------- | ------------------- |
| 14 | 1          | «Полетят головы» «Heads Will Roll» | Джек Бендер        | Стивен Кинг                                      | 30 июня 2014     | 9,41                |
| Дальнейшая судьба Барби находится в руках Большого Джима. Купол намагничивается и начинает представлять серьезную угрозу для жителей города. Между тем Джулия просит о помощи незнакомца, чтобы спасти таинственную девушку, которая вероятно знает больше других о происхождении купола. Стивен Кинг появляется в эпизодической роли посетителя кафе на 34:54 минуте. |            |                                    |                    |                                                  |                  |                     |
| 15 | 2          | «Заражение» «Infestation»          | Эрнест Р. Дикерсон | Келли Соудерс и Брайан Уэйн Петерсон             | 7 июля 2014      | 7,70                |
| Когда Ребекка обнаруживает, что зерновые культуры города поражены, Барби приходится рисковать своей жизнью, чтобы спасти продовольственные запасы. |            |                                    |                    |                                                  |                  |                     |
| 16 | 3          | «Форс-мажор» «Force Majeure»       | Питер Лето         | Адам Стейн                                       | 14 июля 2014     | 7,64                |
| Когда в Честерс Милл истощаются ресурсы, а напряжение в городе начинает расти, Большой Джим начинает перепись населения, чтобы выяснить, на сколько припасов хватит при таких сложных обстоятельствах. А тем временем ливень приносит столь необходимую воду, но превращается в кислотный дождь, который угрожает всем жителям города. Лайл и Ребекка продолжают пытаться выяснить причину существования купола. |            |                                    |                    |                                                  |                  |                     |
| 17 | 4          | «Откровение» «Revelation»          | Холли Дэйл         | Александра МакНалли                              | 21 июля 2014     | 6,74                |
| Условия для жизни людей в Честерс Милл сильно ухудшаются и поэтому Ребекка с Большим Джимом рассматривается вариант введения чрезвычайных мер по ограничению рождаемости в городе. Такой поворот событий вбивает клин в отношения Джулии и Барби. А тем временем раскрывается прошлое Мелани, а также её связь с Куполом. |            |                                    |                    |                                                  |                  |                     |
| 18 | 5          | «Примирение» «Reconciliation»      | Эдвард Орнелас     | Катрин Хамприс                                   | 28 июля 2014     | 6,57                |
| После того, как город разделяется во мнениях из-за решения Ребекки и Большого Джима ограничить рождаемость, лидером Честерс Милл становится Джулия. А пока весь город трясет из-за разногласий, Норри и Джо продолжают помогать Мелани разыскать зацепки, которые могли бы пролить свет на её личность. |            |                                    |                    |                                                  |                  |                     |
| 19 | 6          | «Во тьме» «In the Dark»            | Джек Бендер        | Кэйтлин Пэрриш                                   | 4 августа 2014   | 6,83                |
| Когда Сэм и Барби отправляются выяснить информацию о таинственном тоннеле, происходит обвал и закрывает единственный путь в Честерс Милл. В городе Большой Джим борется за власть в то время, пока бушует песчаная буря. |            |                                    |                    |                                                  |                  |                     |
| 20 | 7          | «Возвращение домой» «Going Home»   | Дэвид Барретт      | Питер Кэллоуэй                                   | 11 августа 2014  | 6,90                |
| Барби спускается в таинственную пропасть в пещере, чтобы разыскать там Сэма. К его большому удивлению, он обнаруживает там мир, который кажется ему достаточно знакомым. |            |                                    |                    |                                                  |                  |                     |
| 21 | 8          | «Пробуждение» «Awakening»          | Джек Бендер        | Андрес Фишер-Сентено и Дэниэл Трули              | 18 августа 2014  | 7,30                |
| Когда отец Барби соглашается помочь ему вернуться к Джулии под купол, он выясняет, что Дон о куполе знает намного больше, чем говорит. А тем временем Большой Джим заявляет, что он шериф Честерс Милл. |            |                                    |                    |                                                  |                  |                     |
| 22 | 9          | «Красная дверь» «The Red Door»     | Питер Уэллер       | Келли Соудерс, Брайан Уэйн Петерсон и Адам Стейн | 25 августа 2014  | 6,60                |
| Когда таинственные люди арестовывают Барби, его с пристрастием допрашивают относительно его отношения к Куполу. А тем временем в Честерс Милл Большой Джим заключает сделку, которая вероятно навсегда изменит судьбу всего города. |            |                                    |                    |                                                  |                  |                     |
| 23 | 10         | «Падение» «The Fall»               | Эрик Ла Салль      | Александра МакНалли и Марк Брунер                | 1 сентября 2014  | 6,29                |
| Наконец Большой Джим узнает всю правду о том, что происходило с его женой, и это происходит сразу после того, как они воссоединяются. А тем временем в Честерс Милл сильно меняется погода, что может привести к серьезным проблемам. |            |                                    |                    |                                                  |                  |                     |
| 24 | 11         | «Чёрный лёд» «Black Ice»           | Джек Бендер        | Адам Стейн и Питер Кэллоуэй                      | 8 сентября 2014  | 6,62                |
| В Честерс Милл становится очень холодно. Ребекка и Сэм предпринимают попытки спасти жителей города. А тем временем Барби приходится рисковать своей жизнью, чтобы спасти Джулию. |            |                                    |                    |                                                  |                  |                     |
| 25 | 12         | «Поворот» «Turn»                   | Питер Лето         | Уильям Кендалл и Дэниэл Трули                    | 15 сентября 2014 | 7,04                |
| Когда очередная выходка Купола становится еще опаснее предыдущих, все жители Честерс Милл могут оказаться попросту раздавленными. Здоровье Мелани все ухудшается, а судьба яйца всё также неизвестна. |            |                                    |                    |                                                  |                  |                     |
| 26 | 13         | «Уходи сейчас» «Go Now»            | Джек Бендер        | Кэйтлин Пэрриш и Катрин Хамприс                  | 22 сентября 2014 | 7,52                |
| На месте мини-купола образуется воронка, которая становится последним шансом на спасение жителей Честерс Милла. Купол продолжает уменьшаться в размерах. У Паулин, которая была ранена Лайлом, начинается внутреннее кровотечение, остановить которое может только хирург. Сэм с помощью морфия облегчает страдания сестры, однако внутреннее кровотечение остановить не получается. Паулина просит Ребекку вколоть ей высокую дозу морфия, чтобы она смогла умереть без мучений. Ребекка выполняет последнюю просьбу Паулин, однако когда об этом узнает Большой Джим, он в ярости убивает Ребекку Пайн молотком и относит тело жены в свой дом. В городе начинается эвакуация жителей. На школьных автобусах их отвозят к образовавшейся воронке, однако не всем удается спуститься. Большой Джим собирается убить всех, причастных к Куполу, отомстив за смерть Паулин. Заманив Джулию, он пытается убить её, но она ранит его ножом в правую ногу и сбегает. Сэм и Младший ищут Большого Джима, но сталкиваются с Джулией, которая говорит, что он пытается убить её. Джуниор заступается за неё и ранит отца в левое плечо.Оставшимся жителям города удается спуститься в воронку, но Джулия не может перепрыгнуть трещину в полу пещеры, и просит, чтобы Барби в одиночку вывел людей из под купола. Он соглашается и обещает вернуться за ней. Джуниор спускается в воронку, но это не удается сделать раненому Джиму — стволы и ветки рухнувших деревьев заваливают вход в пещеру. Барби ведет людей по пещере, но впереди оказывается тупик. Настроение жителей ухудшается, Нори впадает в истерику, но когда Барби прикасается к стене пещеры, та разрушается, а навстречу им выходит Мелани и говорит, что они скоро придут домой. |            |                                    |                    |                                                  |                  |                     |

### Сезон 3 (2015)
| № общий | № в сезоне | Название                                        | Режиссёр             | Автор сценария                             | Дата премьеры    | Зрители в США (млн) |
| --- | ---------- | ----------------------------------------------- | -------------------- | ------------------------------------------ | ---------------- | ------------------- |
| 27 | 1          | «Все двигаются дальше...» «Move On»             | Питер Лето           | Адам Стейн                                 | 25 июня 2015     | 6,25                |
| Барби первым идёт за Мелани и оказывается один посреди белого света, а затем оказывается вместе с остальными горожанами вне купола, который как раз в этот момент исчезает. Барби спешит на помощь Джулии и Младшему, но обнаруживает, что оба мёртвы. Прошёл год. Барби возвращается в солдаты удачи и находит новую любовь, Сэм Вердро сидит в тюрьме за убийство Энджи, Джо расстался с Нори. На годовщину события все герои съезжаются в Честерс Милл, чтобы почтить память тех, кто умер под куполом. Там же появляется некая Кристин, называющая себя психологом, присланным в город правительством. Барби периодически мерещится Мелани, пропавшая вместе с куполом. Неожиданно на митинге памяти умирает друг Джо, индеец Бен. Перед смертью юноша рассказывал Барби, что он подозревает, что мир нереален. А вскоре Барби встречает в Честерс Милле погибшего Младшего... Оказывается, из-под купола никто не вышел, а всё происходящее — манипуляции Мелани над заключенными в коконы людьми. На помощь приходят Джулия и Большой Джим. |            |                                                 |                      |                                            |                  |                     |
| 28 | 2          | «...но я — нет» «'But I'm Not'»                 | Питер Уэллер         | Тимоти Шлаттманн                           | 25 июня 2015     | 6,25                |
| Очнувшись от дурмана, жители Честерс Милл выходят наверх. Большой Джим обнаруживает среди них двух женщин, не являющихся жительницами города: одна из них Кристин, а вторая — мулатка Ева. Увидев её, Барби узнаёт женщину, с которой провёл «год вне купола». Обе женщины представляются археологами и предлагают свою помощь жителям города. Вскоре Кристин начинает завоёвывать авторитет к неудовольствию Джима, а особое внимание она уделяет Младшему и Сэму. |            |                                                 |                      |                                            |                  |                     |
| 29 | 3          | «Возвращение» «Redux»                           | Олатунде Осунсанми   | Александра МакНалли                        | 2 июля 2015      | 5,28                |
| После того, как Джуниор сжёг отчий дом, а Кристин убила Мелани, пытавшуюся убить Джулию, Большой Джим начинает подозревать, что Кристин не та, за кого себя выдаёт. Он следит за Евой и видит, как та выкапывает в лесу фотоаппарат. Проникнув в их жилище, Джим крадёт устройство и видит запись контакта Кристин с яйцом. Ничего никому не рассказав, Джим с подобранной им собакой Инди на лодке уплывает на остров, чтобы переждать события. Тем временем Барби не может решить, кто ему дороже: Ева или Джулия. |            |                                                 |                      |                                            |                  |                     |
| 30 | 4          | «Родство» «The Kinship»                         | Эдвард Орнелас       | Катрин Хамприс                             | 9 июля 2015      | 5,12                |
| Джо помирился с Нори, Сэм спасает от самоубийства асоциальную горожанку Эбби и проводит с ней время к неудовольствию Кристин. В это время Младший, занятый переоборудованием мэрии в общежитие, сносит по настоянию Кристин одну из колонн, несмотря на предупреждение плотника Пита, что это может грозить обвалом. Тот всё-таки происходит, однако Барби, проводя осмотр, замечает, что рухнувшие балки были подпилены и подозревает Пита в саботаже. Кристин стравливает обоих мужчин, Пит нападает на Барби и тот, защищаясь, убивает его. В это время отсиживающийся на острове Большой Джим попадает в плен к проникнувшим под купол правительственным агентам. |            |                                                 |                      |                                            |                  |                     |
| 31 | 5          | «Аляска» «Alaska»                               | Дэвид Барретт        | Бронвин Гэррити                            | 16 июля 2015     | 4,75                |
| Пришедший по поручению Кристин за Джо и Нори Хантер пытается силой увести подростков с крыши дома, где те сидят, но падает и, сломав позвоночник, оказывается обездвиженным. А в это время Кристин подговаривает Эбби совершить самоубийство, дабы та не мешала Сэму. Узнав о травме Хантера, Кристин даёт команду собравшимся жителям изолировать Джо и Нори, позже обоих заставляют работать, пока остальные за ними смотрят. Барби с Евой ищут провизию и вскоре находят в поле заполненные зерном силосные башни. Тем временем Большого Джима допрашивают спецагенты, тот вынужден признаться, что разбил яйцо. Джулия пытается спасти Джо и Нори и попадает в плен к Кристин. Там же она узнаёт о плане последней убить Хантера, как бесполезного. |            |                                                 |                      |                                            |                  |                     |
| 32 | 6          | «В клетке» «Caged»                              | Серджо Мимика-Геззан | Андрес Фишер-Сентено                       | 23 июля 2015     | 4,63                |
| Джо и Нори спасают Джулию из плена. Она поручает им спасти Хантера, а сама отправляется на остров. Джо и Нори нейтрализуют собиравшуюся отравить Хантера Еву и вытаскивают последнего из мэрии. Джулия предлагает правительственным агентам сдать Кристин и заманив последнюю в ловушку передаёт её в руки агентов. Те сажают Кристин и Большого Джима в клетку и начинают ставить над теми эксперименты. Так они узнают, что Кристин нечто вроде королевы в стае насекомых и проводят аналогию с давними подобными случаями на Аляске. Но эксперименты не длятся долго, Младший и Барби спасают Кристин и та возвращается в город, где её пыряет ножом жаждущий мести за Эбби Сэм. Младший по её просьбе относит раненную женщину в пещеру и погружает в кокон. |            |                                                 |                      |                                            |                  |                     |
| 33 | 7          | «Выделение» «Ejecta»                            | Дэвид Барретт        | Питер Кэллоуэй                             | 30 июля 2015     | 4,68                |
| Возвращаясь в мэрию Барби видит, как люди под руководством Евы прыгают из окна. Он едва успевает остановить очередную прыгунью и в этот момент видит, как на мир вне купола обрушивается плотный метеоритный дождь. Его видят и Джо с Нори, прячущиеся в кафе с Хантером и Большой Джим с Джулией, забывшие о своей вражде за выпивкой. Барби в отчаянии пытается помочь прибежавшим к куполу с другой стороны людям, но Ева уводит его, а ищущие спасения сгорают в обрушившейся на них огненной волне. Сэм находит убежище Джо и Нори и даёт им таблетки для Хантера, после чего услышав толпу одержимых на улице, наказывает подросткам не высовываться и выходит из кафе, там он попадает в плен к Младшему. Тем временем Хантер приходит в себя и говорит друзьям, что не хочет умирать, но приняв лекарство снова впадает в одержимость и пытается вскрыть вены. Здесь то Нори понимает, что происходит с людьми и как их вывести из этого состояния.И тогда все трое спешат к Джулии, чтобы всё ей рассказать.                             |            |                                                 |                      |                                            |                  |                     |
| 34 | 8          | «Переломный момент» «Breaking Point»            | Сэм Хилл             | Джеймс Оливер и Шарла Оливер               | 6 августа 2015   | 3,88                |
| 35 | 9          | «План Б» «Plan B»                               | Эрик Ла Салль        | Тимоти Шлаттманн и Марк Брунер             | 13 августа 2015  | 3,73                |
| 36 | 10         | «Наследие» «Legacy»                             | Дэнни Гордон         | Александра МакНалли и Андрес Фишер-Сентено | 20 августа 2015  | 4,04                |
| 37 | 11         | «Любовь это поле битвы» «Love is a Battlefield» | Ли Роуз              | Питер Кэллоуэй и Адам Стейн                | 27 августа 2015  | 4,60                |
| 38 | 12         | «Накаливание» «Incandescence»                   | П. Дж. Пеше          | Бронвин Гэррити и Катрин Хамприс           | 3 сентября 2015  | 3,70                |
| 39 | 13         | «Враг внутри» «The Enemy Within»                | Питер Лето           | Нил Баэр и Тимоти Шлаттманн                | 10 сентября 2015 | 4,23                |